# Gordon Onslow Hilbury Burt
Gordon Onslow Hilbury Burt (27. listopadu 1893 Christchurch – 9. července 1968 Lower Hutt) byl novozélandský fotograf, který propagoval použití fotografie v reklamě na Novém Zélandu. Narodil se 27. listopadu 1893.